# Sjoerd Groenman

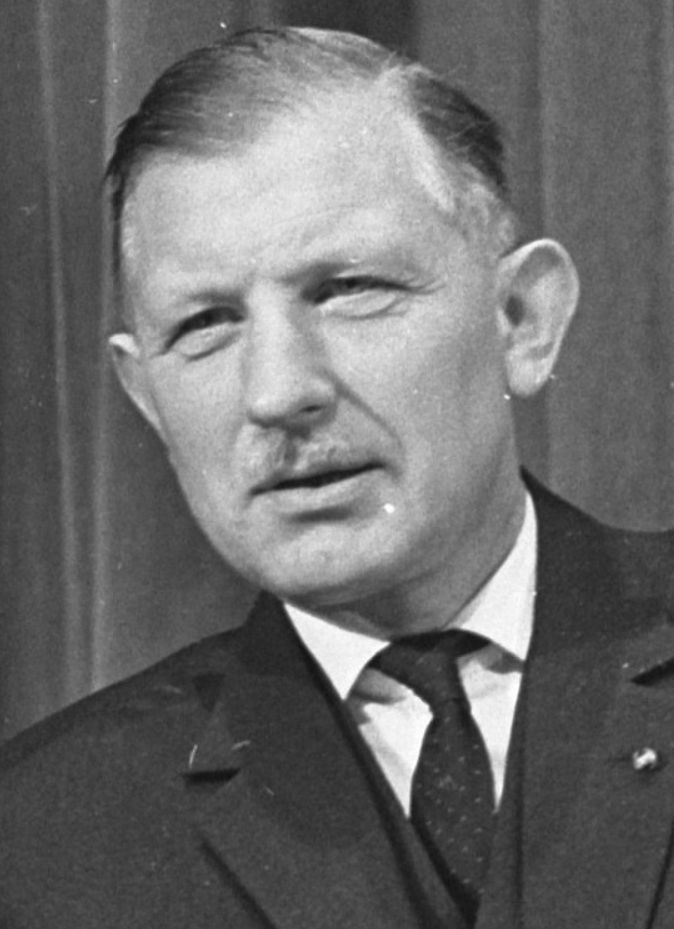
Prof. dr. Sj. Groenman

Sjoerd Groenman (Roosendaal, 28 november 1913 – Bilthoven, 14 februari 2000) was een Nederlands sociograaf. Hij was hoogleraar sociologie aan de universiteiten van Utrecht, Amsterdam en Leiden. In Utrecht was hij bovendien rector magnificus van 1971 tot 1976. Groenman wordt gezien als een van de 'vaders' van de Nederlandse sociologie.

## Levensloop
Groenman werd geboren op 28 november 1913 te Roosendaal en hij is de vader van het oud-Tweede Kamerlid Louise Groenman. Nadat hij in 1937 was afgestudeerd in de sociografie aan de UvA, werkte hij als redacteur bij de Winschoter Courant en als sociograaf te Emmen en Groningen.
In 1943 trad Groenman in dienst van de Directie van de Wieringermeer, de Rijksdienst die de polders van het Zuiderzeeproject moest ontginnen en in cultuur moest brengen. Groenman deed voor de Directie, die destijds in Zwolle was gevestigd, sociografisch onderzoek, onder meer in de Noordoostpolder. Hij promoveerde in 1947 te Amsterdam op een sociografie van Staphorst.
Groenmans in 1950 verschenen Methoden der sociografie was voor Nederland een baanbrekend werk op het gebied van de empirische sociologie. In 1970 verscheen zijn met H. de Jager geschreven Staalkaart der Nederlandse sociologie, dat een populair tekstboek aan het hoger onderwijs werd.
Groenman was van 1949-1954 secretaris-penningmeester van het Genootschap Flevo, een denktank rondom de Zuiderzeewerken, en schreef veel over de inpoldering van de Zuiderzee en over de Deltawerken. Een nog steeds interessant en actueel werk op het gebied van planologie is zijn in 1959 uitgekomen Ons deel in de ruimte: beschouwingen over vraagstukken in het grensgebied van sociologie, sociale opbouw en planologie. In 1977 ontving hij een eredoctoraat van de Universiteit van Florida. Ook is het Sjoerd Groenmangebouw op De Uithof naar hem vernoemd.